# Assigned to Danger
Assigned to Danger est un film américain d'Oscar Boetticher, sorti en 1948.

## Synopsis
Un gang de braqueurs de banque est poursuivi par un détective des assurances.

## Fiche technique
- Titre original : Assigned to Danger
- Réalisation : Oscar Boetticher
- Scénario : Eugene Ling
- Direction artistique : Edward L. Ilou
- Décors : Armor Marlowe, Clarence Steenson
- Costumes : France Ehren
- Photographie : L. William O'Connell
- Son : Leon Becker, Robert Pritchard
- Montage : W. Donn Hayes
- Musique : Albert Glasser
- Production : Eugene Ling
- Production exécutive : Ben Stoloff
- Société de production : Eagle-Lion Films
- Société de distribution :  Eagle-Lion Films
- Pays de production :  États-Unis
- Langue originale : anglais
- Format : noir et blanc – 35 mm – 1,37:1 – mono (RCA Sound System)
- Genre : film noir
- Durée : 66 minutes
- Date de sortie :
  - États-Unis : 19 mai 1948

## Distribution
- Gene Raymond : Dan Sullivan
- Noreen Nash : Bonnie Powers
- Robert Bice : Frankie Mantell
- Martin Kosleck : Louie Volkes
- Mary Meade : Eve
- Ralf Harolde : Matty Farmer
- Jack Overman : Biggie Kritz
- Gene Evans : Joey